# Over the Rainbow (Connie Talbot)
Az Over the Rainbow Connie Talbot első albuma, ami 2007. november 27-én a Rainbow Recording Company gondozásában jelent meg. A kritikusoktól gyenge minősítéseket kapott, és a brit listákon is csak a 35. helyig ért el. Mindezek ellenére mivel a vártnál nagyobb volt a lemez iránti kereslet, ismét ki kellett adni. A dalok többségét Talbot nagynénjéék vendégszobájában vették fel, hogy ne zavarják meg gyerekkorát, ne borítsák fel szokásos tevékenységeit. A nyilvános megjelenéseket a minimálisra szorították vissza. A brit megjelenést követően az album népszerűsítése és a közönséggel történő találkozás miatt már többször fellépett. Később a lemez népszerűsítése céljából ázsiai körutat is tett. Az Over the Rainbow Ázsiában nagyobb sikert aratott. Tajvanon, Dél-Koreában és Hongkongban a slágerlisták éléig feljutott.
Az Over the Rainbowt 2008. június 18-án ismét kiadták, de ezen a kiadáson több karácsonyi dalt általánosabb témájú dalfeldolgozással helyettesítettek. Az albumról az első kislemez, a Three Little Birds 2008. júniusban jelent meg, s a dalhoz Jamaicán forgattak egy filmet. Az Egyesült Államokban október 14-én került a piacokra a lemez, s számos Billboard-listára felkerült. Mikor Talbot a lemez népszerűsítése miatt meglátogatta az országot, a televízióban is szerepelt.

## Felvétel és terjesztés
Miután rövid ideig a Sony BMG-nél készítették a felvételeket, Talbot szerződést kötött a Rhythm Riders közvetlenül őrá specializálódott vállalatával, a Rainbow Recording Companyvel. A lemez elkészítése során Talbot azzal a John Arnisonnal dolgozott együtt, aki jelenleg Gabrielle, Billy Ocean és Marc Marot menedzsere, és aki régebben az Island Records vezérigazgatója volt. Az elkészítésben és a számok keverésében Simon Hill és Rob May segített. Felvételi ütemtervet készítettek, így Talbot a régi iskolájában folytathatta tanulmányait. A felvételeket nagynénjéék, Vickyék vendégszobájában rögzítették. Édesanyja azt mondta, ez azért jobb választás [mint a fSony BMG stúdiója], mert nem áll távol addigi gyermekkorától. Talbot a következőket mondta: "Olyan csodálatos volt, hogy ezt a nagynéni házában meg tudtuk csinálni!" Arnison és Marot arra kérte meg a családot, hogy írják fel egy listára, hogy Connie milyen dalokat énekelne születésnapi buliján, hogy ezzel segítsenek kiválasztani a felkerülő dalokat. Sokat gondolkodtak azon, rakjanak-e még több felnőttes dalt a lemezre. Maga Talbot ragaszkodott hozzá, hogy rakjanak. Az Over the Rainbow véső változatát 2007. október 12-én az Olympic Studiosban rögzítették. Arnison a felvétel folyamatáról azt mondta, hogy Talbot "soha nem énekelt óvodás verseket. Már a kezdetektől fogva klasszikus zenéket dúdolt. Ennek köszönhetően könnyű volt elkészíteni a felvételt." A lemez 2007. november 26-án jelent meg, kezdetben 50 000 példányban. Annak köszönhetően, hogy az album néhány nap leforgása alatt elfogyott, további 120 000 példányt kellett legyártani. Az Egyesült Államokban 2008. október 14-én jelent meg a lemez.
Az Over the Rainbow-t 2008. június 18-án ismét kiadták, előrendelést már májusban is vettek rá fel. Az eredeti album karácsonyi hangulatú dalai helyett három másik szerepel ezen a kiadáson. Az új dalok felkerültek Talbot hivatalos honlapjára is, így azok, akik az eredeti kiadást vették meg, ezt követően megvehették az új kiadást is. Talbot "Three Little Birds" című dala, Bob Marley azonos címmel megjelent dalának feldolgozása 2008. június 10-én jött ki kislemezen, és ehhez Jamaicán forgattak egy klipet. A lemez az Egyesült Államokban október 14-én jelent meg, s ezt követően Talbot családjával közösen egy tirnéra Amerikába utazott.
Az "I Will Always Love You" feldolgozását tartalmazó új lemez az Egyesült Államokban 2008. április 7-én jelent meg. Ezen szerepelt még a "You Raise Me Up" újabb változata.

## Reklámozása

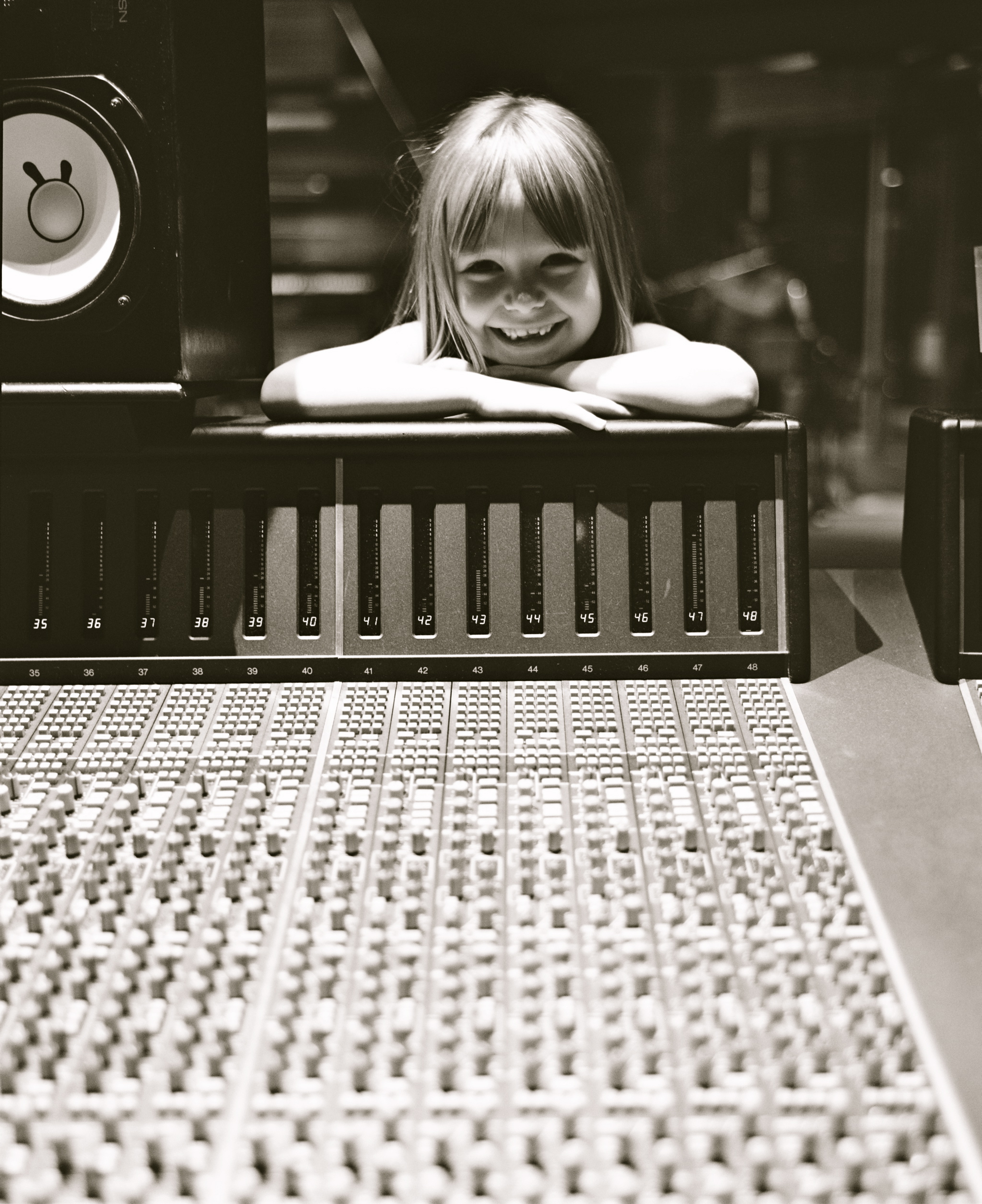
Az Over the Rainbow felvétele alatt Talbotról készített reklámfelvétel, mely 2007. október 12-én az Olympic Studiosban készült.

Bár Arnison állítása szerint ő nem akarta Talbotot életkora miatt annak a reklámkampánynak kitenni, amin a legtöbb művész keresztül megy, a lemez megjelenése után Talbotnak számos közszereplése volt. Többek között annak a West Midlands-i Great Bridge-ben tartott karácsonyi és téli fesztiválnak volt a reklámarca, melyet a helyi rendőrök a nagy tömeg miatt kezdetben nem akartak engedélyezni. A 2007. december 7-i eseményen Talbot egyesek szerint ezt mondta: "Szeretem ezt itt, ez briliáns, igazán mulatságos.", de a végén a rendőröknek kellett leszedniük a színpadról. Talbot nyilvános előadáson szerepelt a HMV walsalli üzletében és a birminghami Centenary Square-en. A televíziós szereplések közé tartozik, mikor a lemez megjelenésének napján Talbot a GMTV és a Five híradásaban szerepelt.
2008 áprilisában és májusában Talbot Ázsiában szerepelt, ahol az Over the Rainbow-t népszerűsítette. Az ázsiai sajtó Talbot sikerét a YouTube-on megtalálható videóknak tulajdonította, s a Sun.Star azt is megemlítette, hogy legnézettebb videóját több mint 14 millió alkalommal tekintették meg, a The Straits Times pedig azt írta, hogy a Talbot fellépéseiről készített felvételeket összesen már több mint 30 millió alkalommal nézték meg. A turnénak Dél-Koreában, Hongkongban és Szingapúrban voltak állomásai, és ezt követően a Talbot család május végén tért vissza Angliába. Az új amerikai lemez-kiadás hírei az amerikai sajtó, többek között a Fox Business Network és a MarketWatch érdeklődésének köszönhető. Kerri Mason, a Reuters szakírója Talbot videóját vírus módjára terjedőnek jellemezte, és hozzátette, hogy a YouTube-on több mint 46 millió alkalommal nézték meg a videóját. Talbot az Egyesült Államokba utazott, ahol a lemez megjelenésével egyidejűleg reklámkörúton vett részt. Szerepelt a The Ellen DeGeneres Showban, vendégként jelen volt a The Oprah Winfrey Showban, és fellépett Los Angelesben, Philadelphiában, New Yorkban és Washingtonban. A televíziós szereplések után az USA-ban megnőtt az eladott lemezeinek száma. Talbot 2009. április 30-án ismét az államokba utazott, hogy népszerűsítse az "I Will Always Love You" című kislemezt. A turné május 2-ig tartott. Többek között szerepelt a Fox WNYW csatornájának Good Day New York műsorában.

## Kritikai fogadtatása
Az albumot általában negatívan fogadták a kritikusok. Az AllMusic kritikusa, Sharon Mawer a következőképp dicsérte a lemezt: "Ahhoz képest, hogy még csak hétéves, jól énekel, és a legtöbb (ha nem az összes) hangnem hozzá illő volt, jó volt a hangmagasság, az időzítés pedig remek". Azonban úgy kritizálta az albumot, hogy "nincs kimondott érzés az album mögött, nincs érzelmi töltet, nem lehet kivenni, igazából melyik dal miről szól, ezek csak kis aranyos dalok", s a CD-t 2/5-re értékelte. Nick Levine, a Digital Spy kritikusa egy kritikában azt írta, hogy hangja édes és tiszta, mindazonáltal „előadásában nincsenek árnyalatok, nincsenek mélységek”. Azonban hozzátette, hogy "„Van valami lényegileg elrontott abban, hogy egy hétévest a sztárokhoz viszonyítunk”. És azt is, hogy „A kifejezetten a felnőttekre szabott listák semmit nem tudnak kezdeni [a zenéjével]”, az albumot pedig 2/5-re értékelte. A Harlow Starban megjelent kritikájában korával kapcsolatban tovább fejtegette: "semmi kétség nem fér hozzá, hogy édes kis lány aranyos hanggal, de mindenképpen van valami alapvetően rossz abban, hogy már ilyen fiatalon valakit reflektorfénybe tolnak." A maláj The Star újságírója a következőket nyilatkozta a lemezről: "Connie könnyeden énekel, és csodálatosan kezeli a magas hangnemeket is", de feltette a kérdést, hogy vajon "az emberek egy ugyanezeket a dalokat tartalmazó lemezt akkor is megvennének-e, ha ezeket egy 20 éves lány énekelné."

## Szereplése a sikerlistákon és az eladások
A lemez 2007. december 8-án került fel a 35 legsikeresebb lemez listájára, de karácsonykor a lista alján állt, mindez annak ellenére történt, hogy lehetséges karácsonyi listavezetőnek tartották. Öt héten keresztül maradt a listán, a legjobb helyezése a 35. volt. Mindezek ellenére a lemez Nagy-Britanniában már december elején aranylemez lett, melynek következménye az lett, hogy Talbot Phillip Schofieldtől a napközbeni This Morning műsorában egy aranylemezt kapott. Talbot ázsiai útját követően a jelentések szerint a lemez Tajvanban, Hongkongban és Szingapúrban listavezető lett, Szingapúrban pedig a harmadik helyig jutott fel. A lemez Tajvanban és Hongkongban platinalemez, Dél-Koreában pedig kétszeres platina lett, s 30.000 példány kelt el. Az USA-ban az album három listán szerepelt. Kilenc hétig rajt volt a Top Heatseekers-ön, ahol a legjobb helyezése a 7. volt, a Kid Albums-on négy hétig szerepelt, ahol a 8. helyig jutott, a Top Independent Albums-on egyszer a 43. helyet érte el.

## Közreműködők

### Zenekar
- Nicholas Allen – cselló
- Simon Baggs – hegedű
- Catherine Heather Burnley – hegedű
- Ben Castle – klarinét, fuvola, szaxofon
- Calina de la Mare – hegedű
- Jonathan Few – cselló
- Timothy Grant – brácsa
- Sharron Griffiths – hárfa
- Simon Hill (hangnemre alkalmazó) – basszus, ütőhangszer, dobok
- London Media Ensemble – húros hangszerek
- Robert Bucchi May – basszus, piano, billentyűs hangszerek
- Jim McLeod – hegedű
- Helen Nelson – cselló
- Buffy North – hegedű
- Patrick Roberts – hegedű
- Mary Scully – kétszeres basszus
- Emma Sheppard – brácsa
- Emlyn Singleton – hegedű
- Matthew Slater (karmester, hangnemre hangszerre alkalmazást intézte) – zongora
- Jo Watts – hegedű
- Alexandra Welch – brácsa
- Dave "Fat Man" Williams – hegedű
- Warren Zielinski – hegedű

### Kórus
- Blackwood School Choir
- Katrina Bagdi
- Nadine Bailey
- Anneliese Barlow
- Charlotte Berry
- Elizabeth Demaine Bowler
- Hannah Buckley
- Alexandra Cash
- Rebekah Daniels
- Shannon Duffy
- Jasmine Ewers
- Rachael Garton
- Adhiti Shwena Gunputh
- Helen Hinsull (karmester)
- Natalie Johnson
- Mia Emma Jordan
- Molly Lambeth
- Corliss Luong
- Sophie McMullan
- Chloe Norris
- Laura Amy Pinson
- Gemma Smith
- Emily Stableford
- Molly Anne Stait
- Tayla Tapley
- Cathy Turner
- Laura Turner

### Előadások és népszerűsítés
- Piers Allardyce – fényképész
- Rob Derbyshire – programszervező
- Kevan Gallagher – mérnök
- Simon Hill – programszervezés, szerkesztés, keverés
- Tommy Hough – mérnök
- Marc Marot – fényképész
- Robert Bucchi May – programtervezés, szerkesztés, keverés
- Debbie Roberts – stílust irányító
- Miles Showell – oktató

## A lemezek dalai

### Eredeti változat
| #   | Cím                        | Szerzők                                                  | Hossz |
| 1.  | Somewhere Over the Rainbow | Harold Arlen, E. Y. Harburg                              | 2:52  |
| 2.  | I Believe                  | Ervin Drake, Irvine Graham, Jimmy Shirl, Al Stillman     | 2:58  |
| 3.  | White Christmas            | Irving Berlin                                            | 3:15  |
| 4.  | Smile                      | Charlie Chaplin, Geoffrey Claremont Parsons, John Turner | 2:48  |
| 5.  | Imagine                    | John Lennon                                              | 3:05  |
| 6.  | Walking in the Air         | Howard Blake                                             | 3:32  |
| 7.  | Favorite Things            | Richard Rodgers, Oscar Hammerstein II                    | 2:37  |
| 8.  | Wonderful World            | Bob Thiele, George David Weiss                           | 2:21  |
| 9.  | Ben                        | Don Black, Walter Scharf                                 | 2:46  |
| 10. | I Will Always Love You     | Dolly Parton                                             | 4:25  |
| 11. | Silent Night               | Franz Gruber                                             | 3:29  |
| 12. | I Have a Dream             | Benny Andersson, Bjorn Ulvaeus                           | 4:33  |

| #   | Cím                        | Szerzők                        | Hossz |
| 1.  | Somewhere Over the Rainbow | Arlen, Harburg                 | 2:52  |
| 2.  | I Believe                  | Drake, Graham, Shirl, Stillman | 2:58  |
| 3.  | Smile                      | Chaplin, Parsons, Turner       | 2:48  |
| 4.  | Three Little Birds         | Marley                         | 3:05  |
| 5.  | Imagine                    | Lennon                         | 3:05  |
| 6.  | Favourite Things           | Hammerstein, Rodgers           | 2:37  |
| 7.  | Any Dream Will Do          | Andrew Lloyd Webber, Tim Rice  | 3:49  |
| 8.  | Wonderful World            | Thiele, Weiss                  | 2:21  |
| 9.  | Ben                        | Black, Scharf                  | 2:46  |
| 10. | I Will Always Love You     | Parton                         | 4:25  |
| 11. | I Have a Dream             | Andersson, Ulvaeus             | 4:33  |
| 12. | You Raise Me Up            | Rolf Løvland, Brendan Graham   | 4:09  |

## Külső hivatkozások
- "I Will Always Love You" a YouTube-on (Marc Marot hivatalos csatornája)
- Talbot az Over the Rainbow felvétele közben a YouTube-on (Marc Marot hivatalos csatornája)

## Fordítás
- Ez a szócikk részben vagy egészben  az   Over the Rainbow (Connie Talbot album) című angol Wikipédia-szócikk ezen változatának fordításán alapul.  Az eredeti cikk szerkesztőit annak laptörténete sorolja fel. Ez a jelzés csupán a megfogalmazás eredetét és a szerzői jogokat jelzi, nem szolgál a cikkben szereplő információk forrásmegjelöléseként.